# Renfrew-Sud
Pour les articles homonymes, voir Renfrew.
Circonscription électorale fédérale du Canada
Renfrew-Sud ((en) Renfrew South) est une circonscription électorale fédérale de l'Ontario, représentée de 1867 à 1968.
C'est l'Acte de l'Amérique du Nord britannique de 1867 qui divise le comté de Renfrew en deux districts électoraux, Renfrew-Nord et Renfrew-Sud. Abolie en 1976, la circonscription est redistribuée parmi Frontenac—Lennox et Addington, Lanark et Renfrew et Renfrew-Nord.

## Géographie
En 1867, la circonscription de Renfrew-Sud comprenait:
- Les cantons de McNab, Bagot, Blithfield, Brougham, Horton, Adamston, Grattan, Matawatchan, Griffith, Lyndoch, Raglan, Radcliffe, Brudenell et Sebastopol
- Les villages Arnprior et de Renfrew

En 1872, les cantons d'Hagarty, Richards, Sherwood, Burns et Jones sont ajoutés à la circonscription.

## Députés
| Législature                                                                                     | Années      | Député                | Député                  | Parti                     |
| Renfrew-Sud                                                                                     | Renfrew-Sud | Renfrew-Sud           | Renfrew-Sud             | Renfrew-Sud               |
| ----------------------------------------------------------------------------------------------- | ----------- | --------------------- | ----------------------- | ------------------------- |
| 1re                                                                                             | 1867–1869   |                       | Daniel McLachlin        | Libéral                   |
| 1re                                                                                             | 1869-1872   | John Lorn McDougall   |                         | Libéral                   |
| 2e                                                                                              | 1872–1874   |                       | James O'Reilly          | Conservateur              |
| 3e                                                                                              | 1874–1874   |                       | John Lorn McDougall (2) | Libéral                   |
| 3e                                                                                              | 1874-1875   |                       | John Lorn McDougall (2) | Libéral                   |
| 3e                                                                                              | 1875-1878   |                       | John Lorn McDougall (2) | Libéral                   |
| 4e                                                                                              | 1878–1882   |                       | William Bannerman       | Conservateur              |
| 5e                                                                                              | 1882–1887   |                       | Robert Campbell         | Libéral                   |
| 6e                                                                                              | 1887–1887   |                       | Robert Campbell         | Libéral                   |
| 6e                                                                                              | 1887-1891   |                       | John Ferguson           | Conservateur indépendant  |
| 7e                                                                                              | 1891–1896   |                       | John Ferguson           | Conservateur indépendant  |
| 8e                                                                                              | 1896–1900   |                       | John Ferguson           | Conservateur indépendant  |
| 9e                                                                                              | 1900–1904   |                       | Aaron Abel Wright       | Libéral                   |
| 10e                                                                                             | 1904–1908   |                       | Aaron Abel Wright       | Libéral                   |
| 11e                                                                                             | 1908–1911   | Thomas Andrew Low     |                         | Libéral                   |
| 12e                                                                                             | 1911–1912   | Thomas Andrew Low     |                         | Libéral                   |
| 12e                                                                                             | 1912-1917   | George Perry Graham   |                         | Libéral                   |
| 13e                                                                                             | 1917–1921   | Isaac Ellis Pedlow    | Libéraux de Laurier     |                           |
| 14e                                                                                             | 1921–1923   | Thomas Andrew Low (2) | Libéral                 |                           |
| 14e                                                                                             | 1923-1925   | Thomas Andrew Low (2) | Libéral                 |                           |
| 15e                                                                                             | 1925–1926   |                       | Martin James Maloney    | Conservateur              |
| 16e                                                                                             | 1926–1930   |                       | Martin James Maloney    | Conservateur              |
| 17e                                                                                             | 1930–1935   |                       | Martin James Maloney    | Conservateur              |
| 18e                                                                                             | 1935–1940   |                       | James Joseph McCann     | Libéral                   |
| 19e                                                                                             | 1940–1945   |                       | James Joseph McCann     | Libéral                   |
| 20e                                                                                             | 1945–1949   |                       | James Joseph McCann     | Libéral                   |
| 21e                                                                                             | 1949–1953   |                       | James Joseph McCann     | Libéral                   |
| 22e                                                                                             | 1953–1957   |                       | James Joseph McCann     | Libéral                   |
| 23e                                                                                             | 1957–1958   |                       | James William Baskin    | Progressiste-conservateur |
| 24e                                                                                             | 1958–1962   |                       | James William Baskin    | Progressiste-conservateur |
| 25e                                                                                             | 1962–1963   |                       | James William Baskin    | Progressiste-conservateur |
| 26e                                                                                             | 1963–1965   |                       | Joe Greene              | Libéral                   |
| 27e                                                                                             | 1965–1968   |                       | Joe Greene              | Libéral                   |
| Circonscription dissoute parmi Lanark et Renfrew, Renfrew-Nord et Frontenac—Lennox et Addington |             |                       |                         |                           |